# Ma thuật sư

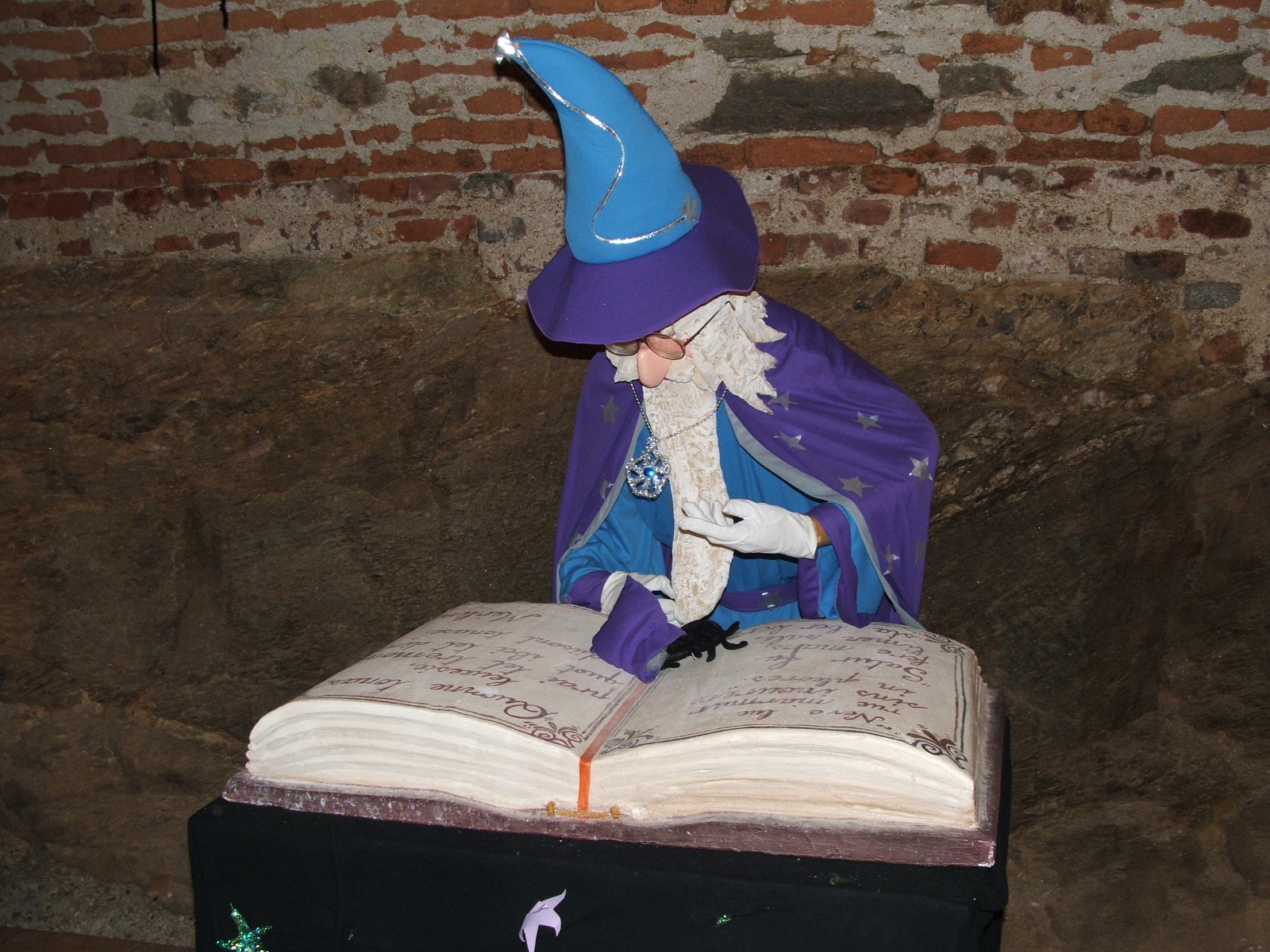
Hình ảnh một ma thuật sư điển hình.

Ma thuật sư (魔術師 tiếng Anh: magician) hay pháp sư (法師 mage) là danh từ chỉ chung cho những người học tập, rèn luyện và sử dụng ma thuật (magic) có nguồn gốc từ các nguồn siêu nhiên, huyền bí hoặc ma mị, bí ẩn... Họ còn được gọi là ma đạo sư (魔導師 wizard), ma pháp sư (魔法師 sorcerer), phù thuật sư (符術師 enchanter), thuật sĩ (術士) hay phù thuỷ (witch).v.v... tùy vào các nền văn hóa, tôn giáo hoặc thế giới quan của tác phẩm giả tưởng.
Ma thuật sư có lịch sử phong phú về thần thoại, truyền thuyết, tiểu thuyết và văn hóa dân gian và là những nhân vật phổ biến trong các tác phẩm giả tưởng, chẳng hạn như văn học giả tưởng và trò chơi nhập vai.

## Nguyên mẫu nhân vật

### Từ nguyên

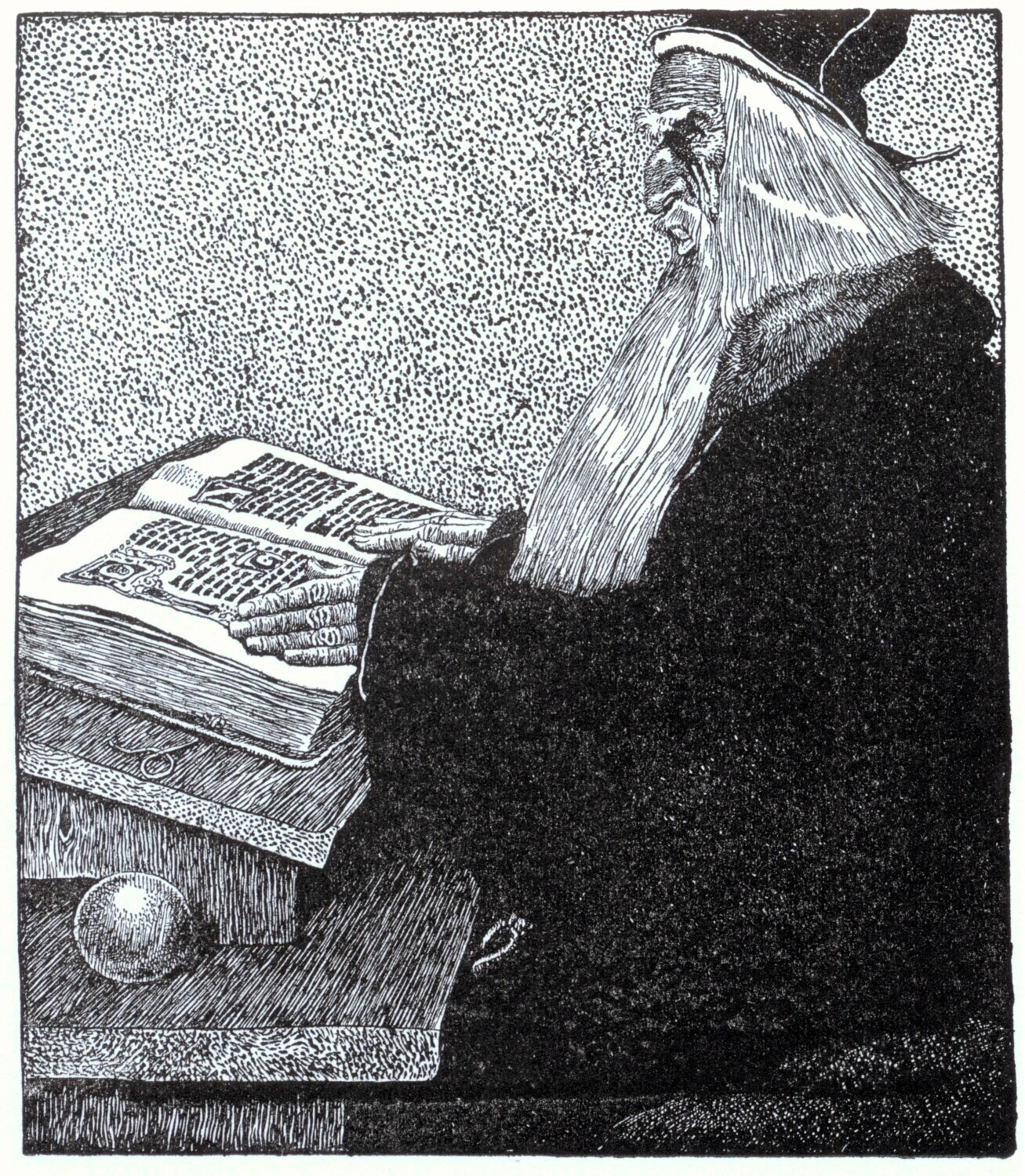
The Enchanter Merlin của Howard Pyle, trong tác phẩm "Câu chuyện về Vua Arthur và các kỵ sĩ" (1903).

Trong tiếng Anh, ma thuật sư được gọi bằng nhiều tên trong các tác phẩm giả tưởng và thuật ngữ rất khác nhau giữa các thế giới giả tưởng. Magician, mage, wizard, sorcerer, witch,... mỗi thuật ngữ đều có ý nghĩa khác nhau tùy thuộc vào ngữ cảnh và câu chuyện được đề cập. Trong tiếng Việt thì ma thuật (魔術) là từ Hán-Việt có nghĩa là những phép lạ, điều huyền bí, vậy ma thuật sư chính là những người thực hiện các phép lạ đó. Ngoài ma thuật, khái niệm yêu thuật (妖術) và ma pháp (魔法) cũng được sử dụng với nghĩa tương đương, tuy nhiên "yêu thuật" có thiên hướng về truyền thống phương đông còn "ma pháp" lại thiên hướng phương tây hơn. Trong một số tác phẩm giả tưởng thì cả ba khái niệm ma thuật, yêu thuật và ma pháp đều tồn tại, khi đó yêu thuật là một dạng ma thuật của các chủng tộc yêu tinh, còn ma pháp lại là một khái niệm vượt xa ma thuật.

### Phân loại
Ma thuật sư (magician) và pháp sư (mage) chỉ chung cho những người sử dụng ma thuật, những người thực hiện ma thuật để tìm kiếm kiến thức và nghiên cứu ma thuật thông qua các phương tiện siêu nhiên như sách vở, các sinh vật ma thuật, các cộng cụ ma thuật...
Ma đạo sư (wizard) đi sâu vào việc nghiên cứu ma thuật như một môn học, như một niềm đam mê tìm kiếm sự thông tuệ tri thức đất trời, về qui luật vận hành của ma thuật, từ ma đạo sư có nghĩa là "người thầy dẫn đường đến ma thuật". Trong các tác phẩm giả tưởng, ma đạo sư thường là các giáo sư dạy môn ma thuật học trong các học viện ma thuật, hình ảnh của họ thường được miêu tả là những ông bà lão râu tóc bạc phơ, gắn liền với các quyển ma đạo thư hoặc quyền trượng ma thuật.
Ma pháp sư (sorcerer) là những người có trình độ ma thuật cao cường có thể thay đổi cả thực tế, họ thường là những bậc thầy ma thuật hiếm và mạnh nhất. Không giống ma thuật sư và ma đạo sư phải thực hiện ma thuật thông qua học tập và nghiên cứu, thì các ma pháp sư dường như đã có sẵn sức mạnh ma thuật to lớn bên trong dòng máu của mình, cũng như tiếp nhận và thực hiện ma thuật một cách tự nhiên. Các ma pháp sư đã đạt đến khả năng thâm nhập vào nguồn ma lực tự nhiên, thuần khiết nhất, họ cũng được cho là có khả năng triệu hồi những sinh vật hoặc tinh linh tự nhiên.
Phù thủy (witch) chỉ những phụ nữ luyện tập thuật phù thủy (witchcarft) nhằm đạt được quyền năng thấu thị những tri thức huyền bí như khả năng tác động, điều khiển tâm trí, cơ thể của người khác, khả năng chữa thương, khả năng gọi hồn người chết,... Phù thủy có thể đạt được ma thuật từ việc học và luyện tập thuật phù thủy hoặc được di truyền khả năng điều khiển ma thuật từ nhỏ thông qua gia đình (phù thủy thuần chủng).
Phù thuật sư (enchanter) thường không có khả năng hấp thụ ma lực như các ma thuật sư khác, họ điều khiển tâm trí con người bằng cách sử dụng phù chú, chủ yếu để mê hoặc, quyến rũ, dụ dỗ ai đó.
Triệu hồi sư (summoner) chỉ những người triệu hồi sinh vật ma thuật ở thế giới khác đề chiến đấu cùng bản thân.
Chiêu hồn sư (necromancer) chỉ những người gọi hồn người chết để nói chuyện hoặc điều khiển chúng làm việc cho mình.

### Trong trò chơi nhập vai
Các ma thuật sư trong game nhập vai thường sử dụng những cái tên mượn từ tiểu thuyết, thần thoại, truyền thuyết. Họ thường được mô tả và đặt tên để người chơi và người quản lý trò chơi có thể biết quy tắc nào được áp dụng. Gary Gygax và Dave Arneson đã giới thiệu Thuật sĩ (magic-user) trong Dungeons & Dragons ban đầu như một thuật ngữ chung để chỉ người thực hành phép thuật (để tránh chỉ đích danh đến Ma thuật sư hay Ma đạo sư, Ma pháp sư; điều này kéo dài đến phiên bản thứ hai của Advanced Dungeons & Dragons, nơi nó được thay thế bằng Thuật sĩ (sau này trở thành Ma pháp sư). Các quy tắc chính xác khác nhau tùy theo từng trò chơi. Ma pháp sư hoặc Thuật sĩ, với tư cách là một lớp nhân vật, được phân biệt bởi khả năng sử dụng một số loại ma thuật nhưng yếu trong chiến đấu; các lớp phụ được phân biệt bởi điểm mạnh trong một số lĩnh vực ma thuật và điểm yếu ở những lĩnh vực khác.

## Ngoại hình
Do hình ảnh truyền thống của họ là một ông già hoặc một bà già thông thái, các ma thuật sư có thể được miêu tả là già, tóc trắng và trong một số trường hợp có mái tóc, có râu đủ dài và uy nghiêm. để thỉnh thoảng lưu trữ những sinh vật rừng ẩn nấp. Mô tả này có trước thể loại giả tưởng hiện đại, bắt nguồn từ hình ảnh truyền thống của các ma thuật sư như Merlin.
Trong giả tưởng, một ma thuật sư có thể đội một chiếc mũ nhọn, áo choàng. Trong những câu chuyện hiện đại hơn, ma thuật sư có thể ăn mặc tương tự như ảo thuật gia trên sân khấu, đội mũ chóp và đeo đuôi, với áo choàng tùy chọn .
Một số chiếc mũ vàng có trang trí các chuỗi thiên văn đã được tìm thấy ở châu Âu. Các nhà khảo cổ và sử học suy đoán rằng chúng được các ma thuật sư cổ đại đeo. Những điểm tương đồng với hình dạng chiếc mũ của một ma thuật sư tưởng tượng có thể có nghĩa là nó cuối cùng cũng bắt nguồn từ họ.
Terry Pratchett mô tả áo choàng như một cách của ma thuật sư để chứng minh cho những người họ gặp rằng họ có khả năng thực hành ma thuật.
Trong bối cảnh chiến dịch Dragonlance của trò chơi nhập vai Dungeons & Dragons, các ma thuật sư thể hiện sự đồng nhất về mặt đạo đức của họ qua màu sắc áo choàng của họ.

### Ma đạo thư
Ma đạo thư (grimoire) hay sách phép thuật, thường là những quyển sách giáo khoa về ma thuật, thường bao gồm các hướng dẫn về cách thực hiện tạo ra các vật thể ma thuật như bùa hộ mệnh, cách thực hiện ma thuật, bùa chú và bói toán cũng như cách triệu hồi hoặc cầu khẩn các thực thể siêu nhiên như thiên sứ, tinh linh, ác quỷ.

### Dụng cụ ma thuật
Dụng cụ ma thuật (hay ma đạo cụ) của các ma thuật sư thường là quả cầu pha lê, là một quả cầu pha lê hoặc thủy tinh thường gắn liền với khả năng thấu thị, bói toán hoặc tiên tri.
Đũa phép và gậy phép từ lâu đã được sử dụng làm vật dụng cần thiết cho các ma thuật sư. Có thể bắt nguồn từ những dụng cụ giống như cây đũa phép được sử dụng trong các nghi lễ sinh sản, chẳng hạn như cây đũa phép apotropaic.
Trong Enchanted Forest Chronicles của Patricia Wrede mô tả các ma thuật sư sử dụng ma thuật dựa trên cây gậy của họ và thực hành một số loại ma thuật, bao gồm cả thuật phù thủy; trong tưởng tượng về Nhiếp chính, cô và Caroline Stevermer miêu tả các ma thuật sư giống hệt các ma pháp sư, mặc dù kém hơn về kỹ năng và quá thế giới của Regency cô và Caroline Stevermer miêu tả các ma thuật sư giống hệt các ma pháp sư, mặc dù kém hơn về kỹ năng và quá trình đào tạo.

### Pháp khí
Pháp khí là những vũ khí ma thuật mà các ma thuật sư sử dụng trong chiến đấu.